# Кармел
Кармел (на иврит: הַר הַכַּרְמֶל; на арабски: الكرمل) е свещена за авраамическите религии планина, която се намира в близост до израелското пристанище Хайфа. Произходът ѝ е вулканичен, а строежът – базалтов.
Планината не е висока и се издига на 546 м надморска височина. По форма прилича на гигантска ютия, чиито нос се врязва в Средиземно море. В миналото е била обрасла с лозя, но мюсюлманите които владеели Светите земи ги изкоренили, защото употребата на алкохол противоречи на волята на Аллах. От запад е ограничена от Средиземно море, от север от залива на Хайфа и долината Звулун. В южната и източната си част се снишава постепенно, преминавайки в хълмовете в близост до град Бенямин на юг и на изток – на град Йокнеам. На изток, планината запазва височината си, преминавайки в планините около долината на река Йордан.
Средната годишна температура в Кармел е 19 °C, а количеството на валежите – 600 мм годишно, а в някои места – до 900 мм. Някои зими на планинските ѝ върхове пада сняг (например през зимата 2005 – 2006 г.), но снежната покривка, ако може да се говори за такава, е много тънка и рядко се задържа за повече от няколко часа.
Фауната в планината е много разнообразна – глигани, вълци, чакали, лисици. Среща се и язовеца, като има и много таралежи. Също така има популации от благороден елен, елен лопатар, сърна, муфлони и диви зайци. От птиците се срещат сови, ястреби, бухали. Спорно е дали все още има някои единични рисове и леопарди. С цел опазване на дивата природа на планината Кармел, същата е включена в гигантски национален парк.
В планината има много пещери, както и исторически находки, а археологическите разкопки разкриват селища от ранния палеолит (45 – 40 хил. години). Древноримските историци споменават в трудовете си, че според елините Зевс обитавал не само Олимп, но и посещавал пещерите на Кармел. Там той се уединявал, преди да вземе някое важно решение. Според преданието, в древността тук уединен в една обител-пещера е живял пророк Илия (виж и Митологична школа). Тази малка пещера се намира на територията на кармелитския манастир на планината. Новият завет сочи, че семейството на младенеца на връщане от Египет за Назарет се отбива на Кармел. Традицията на християнското поклонение на планината Кармел води началото си от преди хиляда години. През 1150 г., по време на разгара на кампанията на кръстоносните походи, на поклонение на Кармел идвали кръстоносци и така планината дала названието на католическия орден на кармелитите, основан на планината през 1156 г., откъдето и носи името си.
Над пещерата на пророк Илия кармелитите са построили Храм във формата на кръст. Олтарят на храма е изграден от 12 камъка, а в двора на манастира може да се види и изваяна от камък статуя на пророка с вдигната ръка. Преданията и митовете свързват мястото с есхатологията. Мястото е близо до Мегидо, като в близост през древността се е разиграла и битката при Кадеш.
На планината се намира и легендарното високо място, на което според Библията пророк Илия (тази история е описана в 18 глава от третата книга на царете) побеждава жреците на Ваал. Мястото е известно на арабски като Мухрака, т.е. „Огнено място“ (виж и Ханаан и Молох). Това място се намира в североизточната част на планината Кармел, и оттам се разкрива разкошна панорама към цялата Израелска долина. Мухрака е на 482 m надморска височина, и се намира на 27 км от Хайфа и на 13 км от Мегидо. Мнозина вярват, че и пещерата, в която бъдещият израилски цар Давид се е скрил от гнева на цар Саул, също се намира в планината Кармел.
През 2010 г. на планината избухва пожар, най-големият в историята на Израел. Пожарът унищожава 12 000 акра гора, около пет милиона дървета и почти половината от природния резерват в планината Кармел. За възстановяването на района ще са необходими десетилетия, а щетите от пожара се оценяват на 454 милиона долара. Огромният горски пожар предизвика вътрешна криза в израелското коалиционно правителство. Министрите си разменят обвинения за това чия е отговорността, като основната критика е към министрите на вътрешните работи и на финансите. Фондацията за опазване на културното наследство „Ал-Акса“ сочи умишлен палеж, при който са изгорели части от гробищния парк Касам, разположен в източната част на град Хайфа, обвинявайки фанатични еврейски групировки за палежа, при който загиват 340 души, като изгарят и 20 гроба. България изпраща помощ на Израел за потушаването на пожара, тъй като се оказва, че Израел няма специализирана и самостоятелна противопожарна служба за справяне с подобни бедствия.